# Medophron afflictor
Medophron afflictor là một loài tò vò trong họ Ichneumonidae.